# Изоэнтальпийный процесс
Изоэнтальпийный проце́сс — тепловой процесс, происходящий при постоянной энтальпии.
Изменение энтальпии можно высчитать по формуле {\displaystyle dH=dU+d(pV)}.
Энтальпия — некий параметр, характеризующий состояние термодинамической системы. Если система каким-либо путём возвращается в исходное состояние, то изменение энтальпии, естественно, будет равно нулю.
Примером изоэнтальпийного процесса является протекание газа через пористую перегородку при отсутствии теплообмена между потоком газа и окружающими телами, например, эффект Джоуля — Томсона, применяемый для получения сверхнизких температур. Изоэнтальпийные процессы ценны тем, что позволяют понизить температуру среды без затрат энергии.